# Землетрясение в Белуджистане (1945)
Землетрясение в Белуджистане 1945 года (англ. 1945 Balochistan earthquake) — мощное землетрясение, произошедшее 28 ноября 1945 года в 03:28 по местному времени. Эпицентр находился в Аравийском море, недалеко от Белуджистана (провинции Британской Индии).

## Потери
Погибло 4 000 человек, почти все из них от цунами. Большинство погибших проживали вдоль прибрежной полосы Мекран на территории современного Пакистана. Граждане Ирана, Омана и Индии также пострадали от землетрясения и цунами.